# Thủy điện Mường Hum
Thủy điện Mường Hum là công trình thủy điện xây dựng trên sông Mường Hum (ngòi Phát) tại vùng đất các xã Bản Xèo và Dền Thàng huyện Bát Xát tỉnh Lào Cai, Việt Nam .
Thủy điện Mường Hum có công suất 32 MW, khởi công tháng 5/2008 hoàn thành tháng 3/2011 .

## Ngòi Phát
Ngòi Phát là phụ lưu cấp 1 của sông Hồng chảy ở huyện Bát Xát tỉnh Lào Cai, Việt Nam .
Ngòi Phát khởi nguồn từ hợp lưu các suối ở thung lũng xã Mường Hum, trong đó dòng dài nhất là suối Pờ Hồ bắt nguồn từ dãy núi cao 22°24′35″B 103°36′50″Đ / 22,40972°B 103,61389°Đ là ranh giới tỉnh Lào Cai và Lai Châu, chảy hướng bắc-đông bắc.
Từ thung lũng xã Mường Hum 22°31′35″B 103°41′56″Đ / 22,52639°B 103,69889°Đ sông có tên là sông Mường Hum, chảy hướng đông bắc.
Sông chảy qua các xã Bản Xèo, Dền Thàng, rồi là ranh giới hai xã Bản Vược và Cốc Mỳ, và đổ vào sông Hồng bên bờ phải 22°37′14″B 103°49′11″Đ / 22,62056°B 103,81972°Đ.
Thủy điện Ngòi Phát có công suất 72 MW với 3 tổ máy, khởi công năm 2004, tái khởi động tháng 6/2013, khánh thành tháng 11/2014, đạp nước tại vị trí cách cửa sông cỡ 4 km .
Cách cửa sông 2 km là mỏ đồng Sin Quyền nằm hai bên sông, là mỏ đồng lớn nhất Việt Nam.

## Chỉ dẫn
- Trong tiếng Việt thì "Ngòi" có nghĩa là sông, suối.

1. 1 2  Ngòi Phát được viết trong văn liệu về thủy điện là sông Ngòi Phát. Theo Bản đồ tỷ lệ 1:50.000 tờ F-48-28 C & D, Cục Đo đạc và Bản đồ (2004) đoạn ở xã Mường Hum là sông Mường Hum, đoạn ở xã Bản Vược là sông Sinh Quyền. Tuy nhiên tên sông Sinh Quyền không thấy hiện trong các văn liệu trên mạng.